# Laskasas
Laskasas é uma marca portuguesa de mobiliário e design de interiores, parte da Laskasas SGPS, com sede em Rebordosa, Paredes. Criada em 2004 por Celso Lascasas, tem neste momento 9 lojas em Portugal, 3 lojas internacionais em Madrid, Punta Cana e Qatar.

## História
Criada em 2004 na cidade de Rebordosa, Paredes, concelho pertencente à Área Metropolitana do Porto, engloba também empresas na área do fabrico de móveis, estofos e metalurgia. Inicialmente focada apenas no retalho, agora foca-se na produção própria, que tem alavancado um crescimento da exportação na estratégia da marca.
No final de 2019, o grupo Laskasas contava com 3 unidades fabris, 322 trabalhadores e exportação para mais de 30 países, com uma faturação a ultrapassar pela primeira vez os 20 milhões de euros.
Marcou nos últimos presença em feiras internacionais como parte da estratégia de internacionalização, nomeadamente a Maison et Objet em Paris ou a Salone del Mobile em Milão.
Foi no final de 2019, criada a Laskasas SGPS, que gere as participações das empresas do grupo.